# Extraordinary You
Extraordinary You (hangul: 어쩌다 발견한 하루; rr: Eojjeoda Balgyeonhan Haru) é uma série de televisão sul-coreana exibida pela MBC TV de 2 de outubro a 21 de novembro de 2019, estrelada por Kim Hye-yoon, Rowoon, Lee Jae-wook, Lee Na-eun, Jung Gun-joo, Kim Young-dae e Lee Tae-ri. É baseado no webtoon July Found by Chance, que foi publicado pela primeira vez em janeiro de 2018 no Daum Webtoon.

## Enredo
A série segue a garota do ensino médio Eun Dan-oh (Kim Hye-yoon), que é uma estudante de uma academia de prestígio. Um dia, por acaso, ela descobre que ela e todos os outros em seu mundo são na verdade personagens de uma história em quadrinhos intitulada Secret. Dan-oh é apenas um personagem extra nessa história e, pior, ela tem uma doença cardíaca e é esperado para morrer em breve.
Não satisfeito com esse destino, Dan-oh decide forjar seu próprio destino, alterando o enredo da história e encontrando seu próprio amor verdadeiro. Suas esperanças de se libertar do controle da escritora se tornam mais fortes do que antes, quando ela inesperadamente encontra o aluno número 13 (Rowoon). Mas, à medida que os eventos em torno de Dan-oh e o número 13 começam gradualmente a ter paralelos com o trabalho anterior do escritor Neungsohwa, mudar seu destino pode ter um preço a pagar.

## Elenco

### Elenco principal
- Kim Hye-yoon como Eun Dan-oh
- Rowoon como número 13 / Ha-roo
- Lee Jae-wook como Baek Kyung
- Lee Na-eun como Yeo Joo-da
- Jung Gun-joo como Lee Do-hwa
- Kim Young-dae como Oh Nam-joo
- Lee Tae-ri como Jinmichae / Geum Jin-mi

### Elenco de apoio

#### Colegas de classe de Dan-oh
- Kim Ji-in como Shin Sae-mi
- Kim Hyun-mok como Ahn Soo-chul
- Jung Ye-nok como Kim Il-jin
- Jung Mi-mi como Park Yi-jin
- Jung Ye-jin como Lee Sam-jin
- Han Chae-kyung como Kim Ae-il
- Song Ji-woo como Park Ae-ri
- Kang Min-ji como Lee Ae-sam
- Jung Dae-ro como Kim Yang-il
- Lee Chang-shik como Park Yang-yi
- Yoon Jong-bin como Lee Yang-sam
- Jo Deok-hee como Kim Ban-jang
- Oh Jong-min como Kim Bo-tong
- Kim Joon-sung como Park Mo-bum
- Shin Yong-ho como Shin Ba-ram
- Han Myung-hwan como Kang Chul-nam
- Jung Ji-hyun como Han Soo-da
- Lee Eun-hye como Kong Joo-hae
- Heo Soo-bin como Wang Bit-na
- Pyo Hyun-jin como Namgoong Dan-bal
- Kim Tae-jung como Chae Yook-in

#### Outros
- Um Hyo-sup como Eun Moo-young
- Choi Jin-ho como Baek Dae-sung
- Yoon Jong-hoon como doutor Lee Jo-hwa
- Yu Ji-soo como Ra Hye-young
- Bae Hyun-sung como Baek Joon-hyun
- Yu Ha-bok como Oh Jae-beol
- Ji Soo-won como Cha Ji-hyun
- Kim Jung-hak como professor de sala de aula
- Kim Jae-hwa como professor de arte
- Lee Ye-hyun como Kim Soo-hyang

## Produção
A série foi provisoriamente intitulada July Found by Chance (어쩌다 발견한 7월; Eojjeoda Balgyeonhan 7-wol), o mesmo título do webtoon em que se baseava.
A série foi programada para estrear em setembro de 2019, mas foi adiada para 2 de outubro.

## Trilha sonora
| CD 1           |                                                                                |                 |         |  |
| N.º            | Título                                                                         | Artista         | Duração |  |
| 1.             | "Feeling"                                                                      | April           | 3:08    |  |
| 2.             | "My Beauty"                                                                    | Verivery        | 3:51    |  |
| 3.             | "First Love" (첫사랑)                                                          | Sondia          | 3:45    |  |
| 4.             | "First Love (Drama Version)" (첫사랑 Drama Version)                            | Epitone Project | 4:00    |  |
| 5.             | "Today I Wanna Say That I Love You" (오늘은 꼭)                                | GOTCHA!         | 2:37    |  |
| 6.             | "The Story That Has Never Been Told" (한 번도 하지 못한 이야기)                | Sondia          | 4:04    |  |
| 7.             | "Never Ending Story" (끝나지 않을 이야기)                                      | Stray Kids      | 4:05    |  |
| 8.             | "Draw You" (너를 그린다)                                                       | Jeong Se-woon   | 4:43    |  |
| 9.             | "Feeling" (instrumental)                                                       | April           | 3:08    |  |
| 10.            | "My Beauty" (instrumental)                                                     | Verivery        | 3:52    |  |
| 11.            | "First Love" (첫사랑) (instrumental)                                           | Sondia          | 3:45    |  |
| 12.            | "First Love (Drama Version)" (첫사랑 Drama Version) (instrumental)             | Epitone Project | 4:00    |  |
| 13.            | "Today I Wanna Say That I Love You" (오늘은 꼭) (instrumental)                 | GOTCHA!         | 2:37    |  |
| 14.            | "The Story That Has Never Been Told" (한 번도 하지 못한 이야기) (instrumental) | Sondia          | 4:04    |  |
| 15.            | "Never Ending Story" (끝나지 않을 이야기) (instrumental)                       | Stray Kids      | 4:05    |  |
| 16.            | "Draw You" (너를 그린다) (instrumental)                                        | Jeong Se-woon   | 4:43    |  |
| Duração total: | Duração total:                                                                 | Duração total:  | 1:00:27 |  |

| CD 2           |                      |                              |         |  |
| N.º            | Título               | Artist                       | Duração |  |
| 1.             | "Walk This Sky"      | Park Se-joon Woo Ji-hoon     | 1:25    |  |
| 2.             | "See the Fantasy"    | Lee Nyum                     | 2:27    |  |
| 3.             | "A Door to Time"     | Lee Nyum                     | 3:01    |  |
| 4.             | "Through Time"       | Kim Dong-hyuk Lee Han-bum    | 3:32    |  |
| 5.             | "Touch by Touch"     | Park Se-joon Na Yoon-shik    | 2:36    |  |
| 6.             | "Center Girl"        | Park Se-joon Woo Ji-hoon     | 1:36    |  |
| 7.             | "Solitude"           | Song Jae-kyung               | 1:40    |  |
| 8.             | "Yellow Sky"         | Song Jin-suk Hwang Seung-pil | 2:26    |  |
| 9.             | "Conti"              | Park Se-joon Kim Min-ji      | 3:40    |  |
| 10.            | "By Chance"          | Lee Nyum                     | 2:26    |  |
| 11.            | "Burning Light"      | Park Se-joon Na Sang-jin     | 2:05    |  |
| 12.            | "Pearly Rain"        | Park Se-joon Na Yoon-shik    | 2:44    |  |
| 13.            | "Tricky"             | Kim Dong-hyuk Lee Han-bum    | 1:59    |  |
| 14.            | "Shiny Morning"      | Song Jae-kyung               | 3:04    |  |
| 15.            | "Poop"               | Park Se-joon Woo Ji-hoon     | 3:28    |  |
| 16.            | "There's a Problem"  | Lee Nyum                     | 1:52    |  |
| 17.            | "A Blank of Memory"  | Park Se-joon                 | 2:39    |  |
| 18.            | "Hype"               | Kim Dong-hyuk Lee Han-bum    | 1:51    |  |
| 19.            | "Dazzlingly Love"    | Park Se-joon Kim Min-ji      | 2:10    |  |
| 20.            | "Ocean Deams"        | Park Se-joon Na Yoon-shik    | 2:42    |  |
| 21.            | "Heart Memory"       | Lee Nyum                     | 2:41    |  |
| 22.            | "Ego"                | Park Se-joon Kim Min-ji      | 1:55    |  |
| 23.            | "High School Runway" | Park Se-joon Woo Ji-hoon     | 1:33    |  |
| 24.            | "House of Glass"     | Song Jin-suk Hwang Seung-pil | 1:52    |  |
| 25.            | "By Accident"        | Park Se-joon Kim Min-ji      | 2:24    |  |
| Duração total: | Duração total:       | Duração total:               | 1:08:05 |  |

## Classificações
- Na tabela abaixo, os números azuis representam as mais baixas classificações e os números vermelhos representam as classificações mais elevadas.

| Episódio | Data de transmissão original | AGB Nielsen    |
| Episódio | Data de transmissão original | Em todo o país |
| -------- | ---------------------------- | -------------- |
| 1        | 2 de outubro de 2019         | 3.1%           |
| 2        | 2 de outubro de 2019         | 3.5%           |
| 3        | 3 de outubro de 2019         | 2.2%           |
| 4        | 3 de outubro de 2019         | 3.3%           |
| 5        | 9 de outubro de 2019         | 2.9%           |
| 6        | 9 de outubro de 2019         | 3.9%           |
| 7        | 9 de outubro de 2019         | 2.7%           |
| 8        | 9 de outubro de 2019         | 3.1%           |
| 9        | 16 de outubro de 2019        | 3.1%           |
| 10       | 16 de outubro de 2019        | 4.1%           |
| 11       | 17 de outubro de 2019        | 3.0%           |
| 12       | 17 de outubro de 2019        | 3.8%           |
| 13       | 23 de outubro de 2019        | 3.1%           |
| 14       | 23 de outubro de 2019        | 4.1%           |
| 15       | 24 de outubro de 2019        | 3.2%           |
| 16       | 24 de outubro de 2019        | 3.5%           |
| 17       | 30 de outubro de 2019        | 3.0%           |
| 18       | 30 de outubro de 2019        | 3.7%           |
| 19       | 31 de outubro de 2019        | 2.9%           |
| 20       | 31 de outubro de 2019        | 3.3%           |
| 21       | 6 de novembro de 2019        | 3.1%           |
| 22       | 6 de novembro de 2019        | 3.6%           |
| 23       | 7 de novembro de 2019        | 3.1%           |
| 24       | 7 de novembro de 2019        | 3.6%           |
| 25       | 13 de novembro de 2019       | 2.9%           |
| 26       | 13 de novembro de 2019       | 3.1%           |
| 27       | 14 de novembro de 2019       | 2.7%           |
| 28       | 14 de novembro de 2019       | 3.0%           |
| 29       | 20 de novembro de 2019       | 3.0%           |
| 30       | 20 de novembro de 2019       | 3.3%           |
| 31       | 21 de novembro de 2019       | 2.6%           |
| 32       | 21 de novembro de 2019       | 3.6%           |
| Média    | Média                        | 3.2%           |

## Prêmios e indicações
| Ano  | Prêmio             | Categoria                                                  | Indicação                           | Resultado |       |
| ---- | ------------------ | ---------------------------------------------------------- | ----------------------------------- | --------- | ----- |
| 2019 | 32nd Grimae Awards | Melhor novo ator                                           | Rowoon                              | Venceu    | [ 5 ] |
| 2019 | MBC Drama Awards   | Drama do ano                                               | Extraordinary You                   | Venceu    | [ 6 ] |
| 2019 | MBC Drama Awards   | Prêmio de excelência, atriz em um drama de quarta a quinta | Kim Hye-yoon                        | Venceu    | [ 7 ] |
| 2019 | MBC Drama Awards   | Melhor elenco coadjuvante em um drama de quarta a quinta   | Lee Tae-ri                          | Indicado  |       |
| 2019 | MBC Drama Awards   | Melhor novo ator                                           | Rowoon                              | Venceu    | [ 8 ] |
| 2019 | MBC Drama Awards   | Melhor novo ator                                           | Lee Jae-wook                        | Venceu    | [ 8 ] |
| 2019 | MBC Drama Awards   | Melhor novo ator                                           | Jung Gun-joo                        | Indicado  |       |
| 2019 | MBC Drama Awards   | Melhor novo ator                                           | Kim Young-dae                       | Indicado  |       |
| 2019 | MBC Drama Awards   | Melhor nova atriz                                          | Kim Hye-yoon                        | Venceu    | [ 9 ] |
| 2019 | MBC Drama Awards   | Melhor nova atriz                                          | Lee Na-eun                          | Indicado  |       |
| 2019 | MBC Drama Awards   | Prêmio Melhor Casal                                        | Rowoon, Kim Hye-yoon e Lee Jae-wook | Indicado  |       |

## Transmissão internacional
- Filipinas - GMA News TV (2020)